# Куэн, Жозеф Кристоф
Жозеф Кристоф Куэн (14 июня 1763, Бомон-сюр-Сарт — 9 сентября 1834, Париж) — французский военачальник, бригадный генерал.  

## Биография
Выходец из третьего сословия. Поступил на военную службу в королевской Франции 15 мая 1780 года простым артиллеристом. К 1791 году, 11 лет спустя, он был только сержантом, впрочем, поддержавшим революцию и даже успевшим получить ранение в ногу во время столкновения сторонников и противников революции в городе Нанси. В 1792 году Куэн был направлен в Северную армию, и в том же году получил свой первый вожделенный офицерский чин, став младшим лейтенантом конной артиллерии. 
23 октября того же года Куэн был повышен до капитана, воевал в Вандее против роялистов, в 1794—1795 годах — в армии Западных Пиренеев, против Испании. В 1796 году Куэн присоединился к французской Итальянской армии, где был ранен выстрелом в правую руку в битве при Арколе и замечен командующим, генералом Бонапартом.
В 1798 году Куэн отправился в составе армии Бонапарта в Египет. После того, как Наполеон стал первым консулом и создал Консульскую гвардию — прообраз Императорской гвардии, Куэн в чине шефа эскадрона стал командиром гвардейской конной артиллерии. Кавалер ордена Почётного легиона с 11 декабря 1803, командор с 14 июня 1804.
Продолжая командовать Конной артиллерией Императорской Гвардии, Куэн участвовал в 1806 году в кампании против Пруссии и в том же году был произведён в бригадные генералы. Однако, в 1807 году он был отчислен из гвардейской артиллерии. Официальным поводом стали финансовые нарушения в закупке обмундирования и одежды, однако ходили слухи, что настоящей причиной стал запущенный сифилис, исказивший лицо генерала (ввалился нос), что делало его непригодным к участию в парадах и церемониях.
Тем не менее, Куэн продолжал действительную службу, однако теперь  — в полевой (армейской) артиллерии. С 1808 году он сражался в Испании во главе артиллерии корпуса Монсея и в том же году даже стал бароном империи. Куэн участвовал в Валенсийской экспедиции и битве при Туделе. В 1809 году он командовал артиллерией резервной кавалерии во время боёв в Австрии, а в 1810 году — артиллерией корпуса генерала Друэ д’Эрлона в составе французской армии Португалии. В 1812 году Куэн проделал поход на Россию в качестве заместителя командующего артиллерией 4-го (Итальянского) корпуса Великой армии под командованием принца Евгения Богарне. В 1813-14 годах, по возвращении из России, Куэн командовал артиллерией 5-го кавалерийского корпуса.
После окончания войны и взятия союзниками Парижа он вышел в отставку и в событиях Ста дней участия не принимал. Поддержал революцию 1830 года и был ненадолго снова зачислен в армию, после чего окончательно вышел в отставку. 
«Обычного телосложения, изъяснявшийся простецким языком, с лицом, настолько изуродованным углублением в носу, что оно было почти равносильно отсутствию этого органа; но, надо отдать ему должное, превосходный человек, вежливый и простой, не имевший громких притязаний многих выскочек этого времени.» (Бюлар, стр.  160—161).